# Yeah Yeah Yeah (Jax Jones-dal)
A Yeah Yeah Yeah című house dal az angol DJ és producer Jax Jones 2015-ben megjelent kislemeze, mely slágerlistás helyezést nem ért el, fizikai hanghordozón nem jelent meg, csupán digitális letöltésként elérhető. A dal a Polydor gondozásában jelent meg.